# 本部均
本部 均（ほんぶ ひとし、1908年1月22日 - 2005年5月9日）は、日本の数学者。東京都立大学 (1949-2011)名誉教授。専攻は微分幾何学。多数の学習参考書、受験参考書の執筆、編著でも知られる。
石川県出身。第四高等学校を経て、1930年東北帝国大学数学科卒業。北海道帝国大学助手、九州帝国大学助教授、同教授を歴任。1952年旧・東京都立大学教授となる。1971年の定年後、東海大学教授に転ずる。
東京出版の月刊誌『大学への数学』で、創刊号から長年執筆を続けていた。
2005年5月9日、肺気腫のため死去。

## 主な著書

### 単著
- 数Iの研究、旺文社
- 数学Ⅰの傾向と対策　旺文社（年度版、昭和40年版から昭和45年版、昭和46年版からは改題）
- 新しい代数（新しい数学へのアプローチ5）、共立出版、1969
- 解析幾何学（基礎数学講座）、共立出版、2000

### 共著・編著
- 幾何学要論－大学教課、養賢堂、1955
- 幾何学演習－大学教課、養賢堂、1955
- 数学序論－文科教養、養賢堂、1960
- 数Ⅰ代数の研究　旺文社　（穂刈四三二と共著）
- 数Ⅰ幾何の研究　旺文社　（穂刈四三二と共著）
- 数Ⅱの研究　旺文社　（穂刈四三二と共著）